# 九彩霸王花
《九彩霸王花》，是香港電視廣播有限公司1993年出品的電視劇。共20集。乃一個別具一格之警匪喜劇。監製劉仕裕。此劇分別於1994年6月及2009年7月12日於翡翠台中午劇集時段及TVB星河頻道“周日劇場”時段重播。

## 簡介
故事以輕鬆幽默的方式演繹，對以往不少電影、動畫（幪面超人rx）和無綫電視劇經典場面進行惡搞。如劇集本身就將1981年汪明荃擔演的楊門女將變成現代版。盧苑茵、楚原、鮑方等資深演員都在劇中大放笑彈，連甚少演出喜劇的蘇杏璇，都將角色自身喜劇細胞演出得淋漓盡致。
本劇飾演父的演員曾近榮與子的演員楚原，二人現實年齡只相差7歲。

## 演員表

### 楊家
| 演員   | 角色   | 暱稱／關係                                                                                         |
| 曾近榮 | 楊令   | 佘美君之夫 楊一、楊二之父，1910年出生，退休警長 第一集被曾謹歡所殺                                 |
| 蘇杏璇 | 佘美君 | 楊令之妻 楊一、楊二之母，楊門大家長                                                                |
| 楚原   | 楊一   | 大哥，楊令、佘美君長子 楊二之兄 柴細玲之夫 1935年出生，楊小保之父，退休警署警長 第一集被曾謹歡所殺 |
| 駱應鈞 | 楊二   | 楊令、佘美君次子 楊一之弟 潘春蓮之夫 1946年出生，楊小保二叔，警署警長 第一集被曾謹歡殺害殉職       |
| 盧宛茵 | 柴細玲 | 楊一之妻 楊小保之母 後改嫁廖劍輝（楚原 飾演）                                                      |
| 胡美儀 | 潘春蓮 | 楊二之妻 後改嫁金大郎（駱應鈞 飾演）                                                               |
| 羅嘉良 | 楊小保 | 楊令、佘美君長孫 楊一、柴細玲之子 莫桂英之夫 1957年出生，督察 第一集被曾謹歡殺害殉職               |
| 邵美琪 | 莫桂英 | 楊小保之妻 後改嫁李思祺（羅嘉良 飾演）                                                             |
| 朱威廉 | 楊大廣 | 楊小保、莫桂英之子                                                                                 |
| 陳淑蘭 | 楊八妹 | 楊令、佘美君之女 楊一之妹 曾加入警校，被革除，結局重新成為女警 王嘉明（何寶生 飾演）女友           |
| 焦雄   | 楊威   | 楊令之弟 「楊老圍」村長，楊令死後逼遷佘美君等人，後和好。                                          |
| 蔡國權 | 佘喜   | 楊令之舅、佘美君之弟。 第一集被Diana所騙，令楊家財產被搜括一空；後經營中藥鋪，並與之復合。         |

### 皇家香港警察
| 演員   | 角色   | 暱稱／關係                                                     |
| 曾近榮 | 楊令   | 見楊家                                                         |
| 楚原   | 廖劍輝 | 楊老圍派出所人員 警長，後與柴細玲交往，20集退休。              |
| 楚原   | 楊一   | 見楊家                                                         |
| 駱應鈞 | 楊二   | 見楊家                                                         |
| 羅嘉良 | 李思祺 | 督察 彭sir、黎啟法下屬，後調任楊老圍派出所主管；連紫卿前男友。 |
| 羅嘉良 | 楊小保 | 見楊家                                                         |
| 邵美琪 | 莫桂英 | 警員 見楊家                                                    |
| 艾威   | 任松柏 | 警長，旺角警區重案組探員 李思祺同伴                            |
| 陳淑蘭 | 楊八妹 | 警員                                                           |
| 談泉慶 | 彭Sir  | 旺角警區指揮官 李思祺上司                                      |
| 黎漢持 | 黎啟法 | 警察訓練學校教官 總督察，後調任旺角警區助理指揮官（刑事）      |

## 另見
- 卡拉屋企